# Michael Fischedick
Michael Fischedick (* 17. September 1964) ist ein deutscher Badmintonspieler. 

## Karriere
Michael Fischedick gewann 1977 und 1978 zwei nationale Titel in der Altersklasse U14, 1981 den Herrendoppeltitel in der U16 und 1983 den Herrendoppeltitel bei den Junioren. Zu weiteren Medaillengewinnen bei Meisterschaften der Erwachsenen reichte es nicht, jedoch konnte er sich international gut in Szene setzen. 1984 gewann er die Belgian International im Herrendoppel mit Mathias Klein. Diesen Erfolg konnten beide ein Jahr später wiederholen. Michael Fischedick ist derzeit der 1. Vorsitzende der Bottroper BG.

## Sportliche Erfolge
| Saison    | Veranstaltung                        | Disziplin    | Platz | Name                                                                    |
| --------- | ------------------------------------ | ------------ | ----- | ----------------------------------------------------------------------- |
| 1976/1977 | Deutsche Einzelmeisterschaft U14     | Herrendoppel | 1     | Michael Fischedick / Pramudia Sudarbo (Bottroper BG / TV Blomberg)      |
| 1977/1978 | Deutsche Einzelmeisterschaft U14     | Herrendoppel | 1     | Michael Fischedick / Pramudia Sudarbo (Bottroper BG / TV Blomberg)      |
| 1977/1978 | Westdeutsche Einzelmeisterschaft U14 | Herrendoppel | 1     | Michael Fischedick / Sudarbo Pramudia (Bottroper BG / TV Blomberg)      |
| 1978/1979 | Westdeutsche Einzelmeisterschaft U14 | Herrendoppel | 1     | Michael Fischedick / Ralf Rausch (Bottroper BG / SC Bayer 05 Uerdingen) |
| 1978/1979 | Deutsche Einzelmeisterschaft U14     | Herrendoppel | 2     | Michael Fischedick / Ralf Rausch (Bottroper BG / SC Bayer 05 Uerdingen) |
| 1980/1981 | Deutsche Einzelmeisterschaft U16     | Herrendoppel | 1     | Michael Fischedick / Ralf Rausch (Bottroper BG / SC Bayer 05 Uerdingen) |
| 1980/1981 | Westdeutsche Einzelmeisterschaft U18 | Mixed        | 1     | Michael Fischedick / Stefanie Rommerskirchen (Bottroper BG)             |
| 1981/1982 | Westdeutsche Einzelmeisterschaft U18 | Herrendoppel | 1     | Michael Fischedick / Ralf Rausch (Bottroper BG / SC Bayer 05 Uerdingen) |
| 1981/1982 | Deutsche Einzelmeisterschaft U18     | Herrendoppel | 2     | Michael Fischedick / Ralf Rausch (Bottroper BG / SC Bayer 05 Uerdingen) |
| 1982/1983 | Deutsche Einzelmeisterschaft U18     | Herrendoppel | 1     | Michael Fischedick / Ralf Rausch (Bottroper BG / SC Bayer 05 Uerdingen) |
| 1983/1984 | Westdeutsche Einzelmeisterschaft U22 | Herrendoppel | 1     | Hans-Georg Fischedick / Michael Fischedick (Bottroper BG)               |
| 1984      | Belgian International                | Herrendoppel | 1     | Michael Fischedick / Mathias Klein                                      |
| 1985      | Belgian International                | Herrendoppel | 1     | Michael Fischedick / Mathias Klein                                      |
| 1986/1987 | Westdeutsche Einzelmeisterschaft U22 | Herrendoppel | 1     | Michael Fischedick / Stefan Eickhoff (Bottroper BG)                     |